# Stupid Love
Stupid Love – utwór muzyczny amerykańskiej piosenkarki i autorki tekstów Lady Gagi. Piosenka początkowo wyciekła do sieci w styczniu 2020, zanim została oficjalnie wydana 28 lutego 2020 roku, jako główny singel promujący jej szósty album studyjny – Chromatica. Piosenka została napisana przez Gagę, BloodPopa, Tchamiego, Maxa Martina i Ely Rise, gdzie BloodPop powiedział, że dzięki tej piosence zaczął on pracować nad Chromaticą z artystką. Jest to dance-popowy, electropopowy i house utwór zainspirowany gatunkiem disco, który mówi o zdobywaniu się na zakochanie po zerwaniu.
Singel był promowany poprzez plakaty z urywkami z teledysku oraz zdjęcia promocyjne umieszczone w mediach społecznościowych. Utwór spotkał się z pozytywnymi recenzjami, gdzie krytycy porównywali ten utwór do wcześniejszych prac piosenkarki. Piosenka dotarła do pierwszej dziesiątki w ponad piętnastu krajach, w tym na 5. miejsce amerykańskiej listy Hot 100 i brytyjskiej UK Singles Chart oraz na pierwsze miejsce w Salwadorze, Szkocji i na Węgrzech. Singel został pokryty potrójną platyną w Brazylii, platyną w Kanadzie, złotem w Australii, Francji, Norwegii, Wielkiej Brytanii i we Włoszech.
Teledysk został wyreżyserowany przez Daniela Askilla i został opublikowany tego samego dnia, co singel oraz został poprzedzony publikacją dwóch zwiastunów. Klip rozgrywa się na fikcyjnej planecie o nazwie Chromatica, gdzie Gaga przewodzi „Punkom Dobroci” i tańczy z różnymi tanecznymi plemionami. Utwór został również umieszczony w „lip syncowym” wideo, które promowało paletę cieni do oczu od Haus Laboratories nazwaną po „Stupid Love”. 30 sierpnia 2020 roku, Gaga wykonała „Stupid Love” jako ostatnią piosenkę z jej medley podczas ceremonii rozdania nagród Video Music Awards.

## Nagrywanie i kompozycja

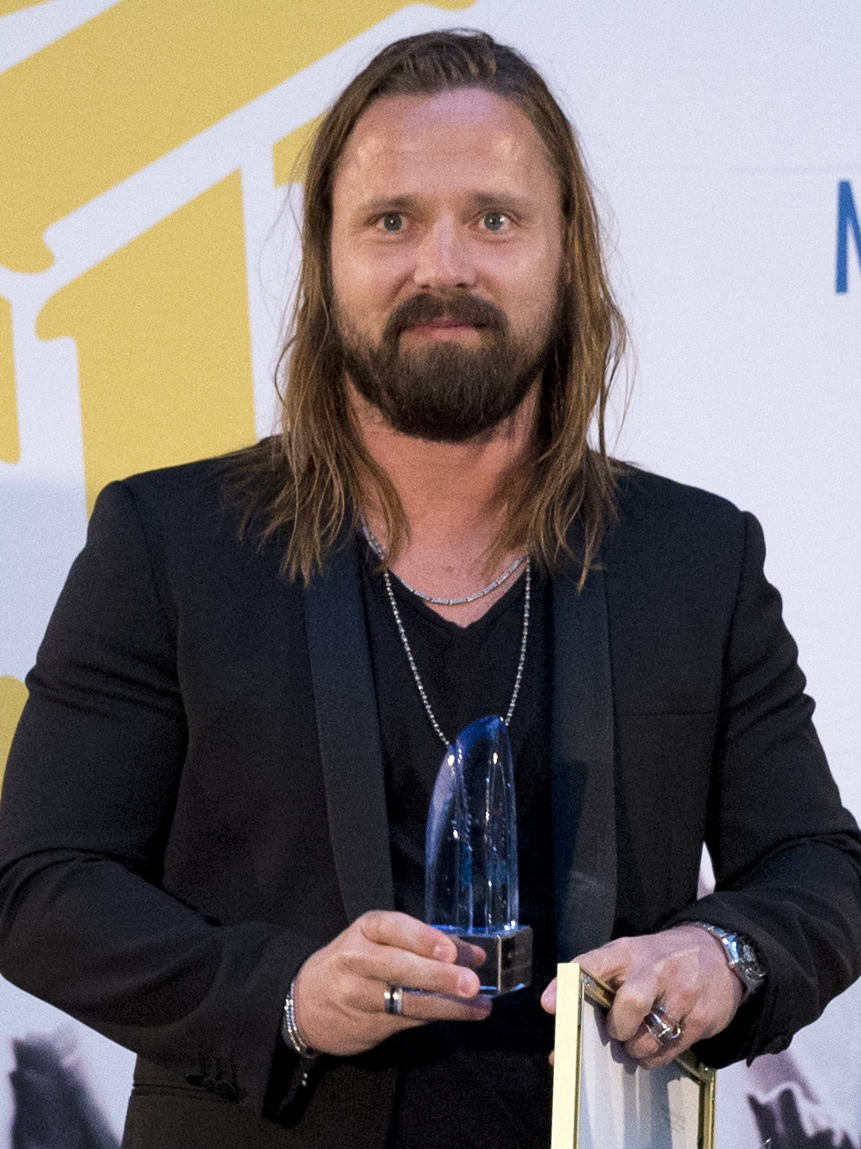
„Stupid Love” jest pierwszą piosenką Gagi, stworzoną we współpracy z Maxem Martinem.

„Stupid Love” zostało napisane przez Lady Gagę, BloodPopa, Tchami, Maxa Martina i Elly Weisfield, a produkcją zajęli się BloodPop oraz Tchami. Według BloodPopa, on zagrał muzykę instrumentalną tej piosenki Gadze w Kansas City podczas jej Joanne World Tour w listopadzie 2017 roku, gdzie pracowali nad piosenkami do ścieżki dźwiękowej do filmu Narodziny gwiazdy, w którym artystka zagrała główną rolę. Jednak żadna z tych piosenek nie pojawiła się w soundtracku, praca nad „Stupid Love” była owocna i przekonała BloodPopa do współwyprodukowania następnego albumu Gagi.
BloodPop czuł, że demu tej piosenki „brakuje czegoś” i on przypisuje Maxowi Martinowi, gdyż on dał „trochę fantastycznych propozycji, które polepszyły utwór”. Piosenka ta jest też pierwszą kompozycją Gagi, przy której pracował Martin, autor odpowiedzialny za teksty wielu przebojów śpiewanych między innymi przez Britney Spears, Katy Perry, Taylor Swift czy Pink. Podczas wywiadu z Zane’em Lowe’em, piosenkarka wypowiedziała się na temat ich współpracy:

„Nigdy z nim nie pracowałam. «Sama piszę swoje teksty, produkuję moją muzykę, nie muszę pracować z Maxem, co nie?» Ale postanowiłam przestać być dupkiem, postanowiłaś się z nim przynajmniej spotkać, wiesz? Po prostu zaśpiewałam do muzyki, którą stworzył BloodPop. Wysłaliśmy to co zaśpiewałam do Maxa, Max wybrał niektóre części, wysłał je do mnie i wtedy napisałam słowa. Rozgrzałam mój głos, stanęłam w studiu, zaśpiewałam to i to co słyszysz w «Stupid Love» jest tym co zrobiliśmy tego dnia”.

Piosenkę określono jako powrót do wcześniejszego dźwięku Gagi, czyli do dance-popu, electropopu i house zainspirowanych stylami dance, disco oraz muzyką elektroniczną. Dan Adler z „Vanity Fair” odnotował to, że „Lady Gaga w nowym singlu, «Stupid Love», składa deklaracje: «Wszystko to co chciałam to miłość»; «Chcę twojej głupiej miłości»”. Utwór skomponowany jest w tonacji B-dur oraz w tempie 118 uderzeń na minutę. Wokale Gagi w tej piosence mają rozpiętość od As³ do F⁵. Piosenka mówi o „radosnej głupocie kochania kogoś” oraz o zdobywaniu się na zakochanie po zerwaniu. Mówiąc o piosence, Gaga powiedziała: „…Kiedy zdecydowaliśmy się być delikatni (…) to jest bardzo straszne dla wielu ludzi, kiedy jest tyle praw i rzeczy, które zostały zbudowane wokół nas…Naprawdę chciałabym, żeby wszystko to co możliwe się rozpadło i ludzie by powiedzieli «Chcę twojej głupiej miłości. Kocham cię»”.

## Wydanie i promocja
W styczniu 2020 fragmenty piosenki wyciekły do sieci, aż wreszcie cała kompozycja wyciekła. Piosenka stała się popularna na Twitterze. Przez to Gaga opublikowała na tym portalu zdjęcie dziewczynki w kominiarce z podpisem „czy możecie przestać”. Gaga nie wykonała „Stupid Love” podczas swojego specjalnego koncertu Enigmy podczas Super Saturday Night, mimo prośby jej fanów. Publiczna dyskusja odnośnie do utworu rozpoczęła się już 30 października 2019 roku, po publikacji zdjęć wykrawanych dyni przez piosenkarkę na jej Instagramie, gdzie w tle jednej z fotografii widoczny był iPod touch odtwarzający właśnie „Stupid Love”.
Datę premiery nagrania artystka ujawniła na swoim oficjalnym koncie w serwisie Twitter 25 lutego. Mówiąc o swojej decyzji o wydaniu singla pomimo wycieku, Gaga powiedziała:

„Była minuta, kiedy ja z moim menedżerem, Bobbym, rozmawialiśmy, «Zmieniamy singel?» My spędziliśmy miesiące, tworząc ten klip i choreografię. I ja powiedziałam „Nie!”, wiecie dlaczego? Bo kiedy piosenka jest zmiksowana, zmasterowana i ukończona, wraz z teledyskiem i wszystko co mam do powiedzenia o niej – kiedy te wszystkie rzeczy przychodzą naraz, to będzie dzieło sztuki, które tworzę. Nie wyciek”.

W ogłoszeniu Gaga opublikowała również zdjęcie plakatu z Los Angeles, który prócz nazwy i okładki piosenki zawierał klatki z teledysku. Na plakacie jest dwukrotnie napisane słowo „Chromatica”. Wyraz ten to sfeminizowana wersja słowa „chromatic”. Przez to, że słowo jest tak widoczne, niektórzy zaczęli spekulować, że tak będzie nazywać się szósty album piosenkarki. Spekulacje te zostały potwierdzone przez piosenkarkę 2 marca, kiedy to rozpoczęto jego oficjalną przedsprzedaż w serwisach iTunes i Apple Music.
Jeena Sharma z „Paper” określiła zdjęcia promocyjne „Stupid Love” jako „mieszankę popu z punkiem”. Na zdjęciach Gaga ma monochromatyczny różowy makijaż zrobiony kosmetykami z jej linii Haus Laboratories. Zanim „Stupid Love” zostało wydane, piosenkarka opublikowała Tweeta „ziemia została anulowana”. Piosenka została użyta w reklamie firmy Apple jako część kampanii „Shot on iPhone 11 Pro”. Apple potwierdziło, że cały teledysk był nagrany za pomocą aplikacji Filmic Pro na iPhone 11 Pro. Singel został umieszczony w topce Dzisiejszych Hitów na Apple Music, Nowej Muzyki Codziennie oraz Dzisiejszych Hitów Spotify’a. Po paru godzinach od wydania „Stupid Love”, piosenka, jak i sama Gaga, były dwoma topowymi tematami na Twitterze.
4 marca Gaga opublikowała na Instagramie 47 odcinek jej serii Transmission Gagavision, w którym pokazała próby oraz kręcenie teledysku do „Stupid Love”. Jest to pierwszy odcinek z tej serii od ponad pięciu lat. 15 maja został wydany remiks Vitaclub Warehouse „Stupid Love”, który został również uwzględniony w specjalnej edycji Chromatici. 18 maja zostało opublikowane „lip syncowe” wideo dla „Stupid Love”, które promowało nową paletę cieni do oczu Haus Laboratories, która została nazwana tak jak singel. W klipie występują influencerzy ze świata mody oraz drag queen Alaska i Aquaria.

## Odbiór krytyczny
Po wycieku piosenki Kyle Munzenrieder z magazynu „W” napisał, że „to jest klasyczna piosenka Gagi z dyszącym refrenem i jest to idealna piosenka na wielki powrót. Kluby gejowskie zaczęły grać tę piosenkę w całości według Tweetów. Fani Gagi zaczęli próbować rozumieć, co ta piosenka mówi o reszcie albumu. Gaga jednak nic o tym nie powiedziała.” David Hudson z „Queerty” napisał „styczniowy wyciek «Stupid Love» był parę dni po tym jak ujrzano tekst źródłowy o nowym materiale wychodzącym w lutym. Jej [Gagi] wytwórnia szybko usuwała utwór z mediów społecznościowych i nie zostawiła żadnego oficjalnego komentarza o tym czy to będzie nowy singel. Wiele fanów było pod wrażeniem «Stupid Love», które przypominało wczesne, taneczne hity piosenkarki. Lecz niektórzy byli za bardzo pod wrażeniem…i niecierpliwi”.
Po oficjalnym wydaniu singla, magazyn „Harper’s Bazaar” określił „Stupid Love” jako „skoczną piosenkę z wyrazistymi wokalami i produkcją inspirowaną stylami muzyki tanecznej i muzyką elektroniczną”, wydając się „idealnym następnym hitem”. Michael Cuby z magazynu „Nylon” napisał, że piosenka „jest połączeniem «Bad Kids» oraz «The Edge of Glory», z beatem, który od razu przywołuje radosny electropop «Do What U Want»”. Jamieson Cox z „Pitchfork” również porównał „Stupid Love” z „Do What U Want”, pisząc „jeśli krzepkość i błyskotliwość disco «Stupid Love» brzmi jak coś z jej katalogu, to na pewno jest to przyspieszona wersja «Do What U Want»”.
Magazyn „Variety” opisał utwór jako „zainspirowany disco hymn, którego styl przywołuje ten z albumu Born This Way” Magazyn „Rolling Stone” określił piosenkę jako „taneczny hit”. Ben Kaye z „Consequence of Sound” napisał, że „Stupid Love” jest „elektroniczną disco wystrzałową piosenką”. Spencer Kornhaber z „The Atlantic” nazwał singel „wspaniałym powrotem”, oraz że „to nie jest tylko powrót piosenkarki, ale też jej stylu”. Alexa Camp ze „Slant Magazine” była bardziej krytyczna w stosunku do piosenki i opisała ją jako „wpadającą w ucho, ale nie wynalazcą piosenkę electropopową”. Michael Cragg z „The Guardian” nazwał piosenkę „zabawną i głupią”.
Magazyn „Consequence of Sound” ogłosił „Stupid Love” szóstą najlepszą piosenką 2020 roku, nazywając ją „idealną piosenką pop” i pisząc, że to jest „dokładnie to co chcieliśmy od Lady Gagi od dawna”. Inne publikacje, w tym „Billboard” czy „Rolling Stone” również uwzględniły „Stupid Love” w ich listach najlepszych piosenek roku.

## Odbiór komercyjny

### Ameryki
W Stanach „Stupid Love” zadebiutowało na 5. miejscu listy Hot 100, co jest jej najwyższym debiutem w tym notowaniu od prawie dziewięciu lat, kiedy „The Edge of Glory” (2011) zadebiutowało na 3. pozycji, pierwszym debiutem w top dziesięć od „Dope” (2013) oraz pierwszą piosenką w top dziesięć od „Shallow” (2018). Jest to szesnasta piosenka Gagi w pierwszej dziesiątce oraz dwunasta w pierwszej piątce na tej liście. Singel plasował się w notowaniu Hot 100 przez dziesięć tygodni. Piosenka również zadebiutowała na pierwszej pozycji Hot Dance/Electronic Songs oraz Digital Songs z 53 tysiącami sprzedanych kopii i pozostała na szczycie pierwszej listy przez trzy tygodnie. Utwór również uplasował się na 14. miejscu innej amerykańskiej listy – Dance Club Songs.
W Kanadzie „Stupid Love” zadebiutowała na 7. miejscu tamtejszego Hot 100, stając się piętnastym hitem Gagi w tym kraju. Również tamże, singel pokrył się platyną, za sprzedaż 80 tysięcy kopii. W Salwadorze utwór uplasował się na szczycie listy, w Paragwaju na 8. miejscu, w Ekwadorze na 15. w Boliwii na 16., w Panamie na 17., w Kostaryce na 18., w Meksyku na 23., w Argentynie na 31., a w Wenezueli na 39. pozycji. W brazylijskim miesięcznym zestawieniu pięćdzieścięciu najbardziej strumieniowanych utworów w marcu 2020, „Stupid Love” uplasowało się na 33. miejscu, zaś sam singel został pokryty potrójną platyną za sprzedaż 120 tysięcy kopii w tymże kraju.

### Reszta świata
Official Charts Company ogłosiło, że „Stupid Love” walczyło o pierwszą pozycję w notowaniu UK Singles Chart, poprzez wstępną sprzedaż oraz wczesne odsłuchania w mediach strumieniowych. Singel miał o 1200 mniej sprzedanych notowanych kopii niż numer jeden, „Blinding Lights” od The Weeknd, po dwóch dniach pobierania i strumieniowania. The Weeknd miał większą liczbę odsłuchań w mediach strumieniowych, gdzie Gaga miała więcej pobrań. Finalnie utwór zadebiutował i uplasował się na 5. miejscu, stając się trzynastą piosenką artystki w pierwszej dziesiątce w Wielkiej Brytanii. W tymże kraju, utwór pokrył się złotem, za sprzedaż 400 tysięcy kopii. W Irlandii „Stupid Love” było 15 przebojem Gagi w pierwszej dziesiątce, plasując się na 6. miejscu i będąc najbardziej pobraną piosenką, ze wszystkich w zestawieniu, w jej debiutanckim tygodniu.
„Stupid Love” zadebiutowało na szczytach list w Szkocji oraz na Węgrzech. „Stupid Love” pojawiło się również w pierwszej dziesiątce list w Bułgarii, Chorwacji, Czechach, Grecji, Izraelu, Libanie, na Litwie, Łotwie, Serbii, Słowenii oraz Szwajcarii. W Polsce singel zadebiutował i uplasował się na 51. miejscu. Co oznacza, że pomijając „Bad Romance” (które było na 98. pozycji), „Stupid Love” jest najgorzej uplasowanym głównym singlem Gagi w Polsce. W Australii utwór zadebiutował na 7. miejscu, a we wrześniu utwór ten został pokryty tamże złotem za sprzedaż ponad 35 tysięcy kopii. Singel również otrzymał certyfikat złotej płyty we Francji za sprzedaż 100 tysięcy kopii, w Norwegii za sprzedaż 30 tysięcy kopii oraz we Włoszech za sprzedaż 35 tysięcy kopii.

## Teledysk

### Koncepcja i rozwój

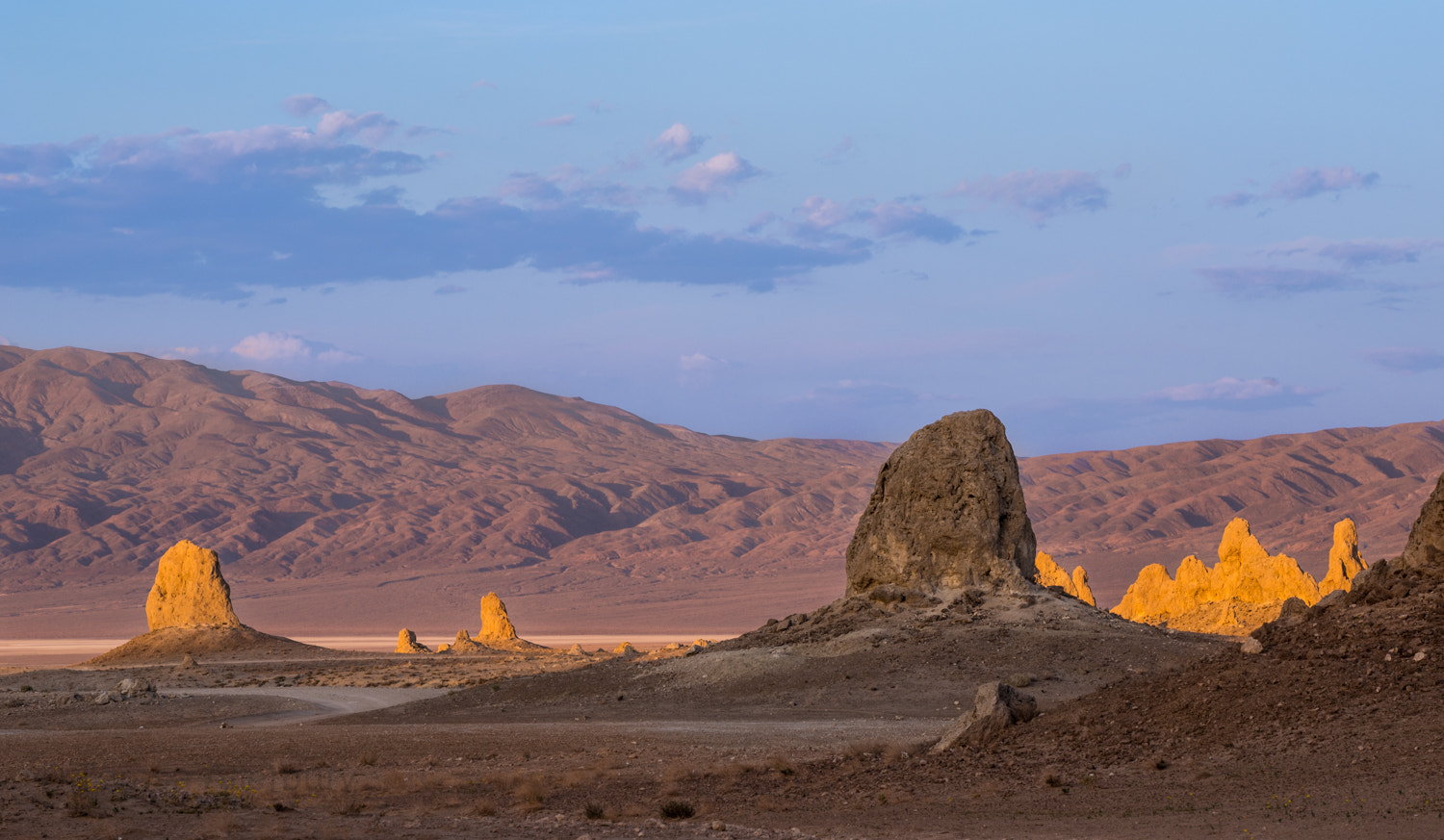
Trona Pinnacles, czyli miejsce nagrywania teledysku.

Klip został wyreżyserowany przez Daniela Askilla, a choreografię stworzył Richard Jackson. Teledysk nagrano w Trona Pinnacles w Kalifornii całkowicie za pomocą iPhone’a 11 Pro. Askill powiedział, że poprzez nie używanie „większych, droższych kamer”, mieli „wiele nowych możliwości i większą wolność”. Urywki z teledysku zostały użyte w reklamach Apple’a jako część ich kampanii „Shot on iPhone 11 Pro”.
Główną koncepcją teledysku, było to żeby ludzie jednoczyli się i tańczyli dzięki muzyce. Jest zaprezentowane poprzez różne grupy tancerzy, każda z nich jest unikalnym plemieniem z ustalonym kolorem i symbolem – piosenkarka jest w „Punkach Dobroci”, którzy są różowi, „Wojownicy Wolności” są w niebieskim, „Śmietnikowi Grzebacy” są w czerni, „Urzędnicy” są w czerwieni, „Eko Wojownicy” są w zieleni i „Cyber Dzieci” są w żółci. Choreograf, Richard Jackson, przesłuchał ponad 1000 tancerzy w Los Angeles do teledysku, aby zatrudnić różnorodnych tancerzy. Aby wyróżnić różnicę między różnymi plemionami, on chciał dać każdemu z nich różną choreografię. W 47. odcinku „Transmission Gagavision” wypowiedział się na temat plemion w klipie, różowych nazwał „nowoczesnymi”, czarnych „dziećmi w klimacie hip hopu”, żółtych „nerdami i kompletną abstrakcją”, zielonych „Domem Zmiany Klimatu”, a czerwonych i niebieskich „dominującymi”. Jackson również dodał, że to było jego pomysłem wykorzystać język migowy w choreografii plemienia Gagi, gdyż polubił linię „Wszystko to co chciałam to miłość!” i czuł, że sam taniec nie pokaże znaczenia tej linii całkowicie.

W teledysku do «Stupid Love» czerwoni walczą z niebieskimi. Zdecydowanie jest to komentarz odnośnie polityki. I jest on bardzo sporny. Dla mnie świat jest bardzo podzielony, przez co powstaje napięte środowisko, które jest strasznie ekstremistyczne. I to jest też część mojej wizji Chromatici, która nie jest ani dystopijna, ani utopijna. Tak tworzę sens z rzeczy. I moim marzeniem jest danie tej wiadomości dalej, wytłumaczenie jej innym ludziom.

W wywiadzie dla „Harper’s Bazaar” makijażystka Gagi, Sarah Tanno, opisała użyte elementy, które przypominały zbroję, żeby wyjść naprzeciw pragnieniu Gagi, która chciała czuć się silna w teledysku. Opisując życzenia Gagi, Tanno wyjaśniła „ona chciała być «Punkiem Dobra», osobą która walczy dla dobra i przewodzi z miłością.” Tanno była zainspirowana inną erą Gagi podczas tworzenia tych elementów: „W erze Born This Way Gaga używała protez policzkowych – więc pomyślałam, jaką nową specjalną rzecz mogę dla niej zrobić? Ta zbroja oczywiście jest w różnych odcieniach metalicznego różu.” Chcąc, żeby te elementy się poruszały kiedy Gaga tańczyła, Tanno stworzyła je z materiału przypominającego protezy kości zamiast z metalu.
W przeciwieństwie do elementów na twarzy, kostiumy Gagi są zrobione z prawdziwego metalu i zostały zaprojektowane przez Laurel DeWitt. DeWitt powiedziała: „klimat teledysku kręci się wokół futurystycznej zbroi, kosmitów(…). Wszystko miało być różowe, więc pracowałam z jej zespołem stylistów i zrobiłam swoją interpretację. Różowy metal! No weź! To jest idealne.” Cztery kostiumy Gagi zaprojektowane przez DeWitt oraz różowa peruka uznane zostały jako odejście od poprzedniego stylu Gagi. DeWitt dodała, że piosenkarce bardzo spodobały się stroje, ale niektóre były niekomfortowe podczas noszenia.

### Streszczenie i odbiór
27 lutego 2020 Gaga opublikowała dwa zwiastuny teledysku, oba długie na około minutę. Teledysk został opublikowany, wraz z wydaniem singla, 28 lutego. Teledysk rozgrywa się na planecie o nazwie Chromatica. Klip zaczyna się wiadomością „Ten świat gnije przez wojnę. Wiele plemion walczy o dominację. Kiedy «Duchowi» modlą się o pokój i śpią, «Punki Dobra» walczą o Chromaticę”. Filmik zaczyna się panoramą na kryształowe góry, a w tle gra „Chromatica I”. Następnie Gaga, wraz ze swoim plemieniem, biegnie w stronę walki. Gaga nosi gorące, różowe stroje i tańczy z różnymi grupami tanecznych wojowników, każda grupa ma inny kolor i symbol. Kiedy dwie frakcje znowu zaczynają ze sobą walczyć, piosenkarka nie może tego znieść, więc powoduje, że walczący zaczynają lewitować, po czym rzuca nimi o powierzchnię, przez co wygrywa bitwę. Klip kończy się wielkim tańcem wszystkich grup. Różowe plemię, któremu przewodzi Gaga, przywróciło pokój w pustynnym regionie.
Brytyjski „Vogue” określił wygląd Gagi z teledysku jako „inspirowany Y2K pustynnym wojownikiem” i jako powrót do estetyki z ery jej sukienki z mięsa. Dave Holmes z „Esquire” określił choreografię Gagi jako „powrót do takiego typu ruchu, który jest mniej «tańcem», a raczej serią gestów”. Craig Jenkins z „Vulture” napisał, że klip ma „celową przesadę wizualną” z mocną choreografią i porównał go do teledysku „Genesis” Grimes, gry Bayonetta i Star Treka. Brandon Wetmore z „Paper” opisał teledysk jako „paradę równości” przywołującą na myśl film Mad Max, łączący choreografię z ery „Bad Romance” z campem z ery Artpopu, kontrastując z łagodną i stonowaną estetyką Narodzin gwiazdy. Alexa Camp ze „Slant Magazine” była krytyczna w stosunku do teledysku, nazywając go oklepanym, i że brakuje mu „rozbudowanej mitologii lub narracji jak w teledysku do «Born This Way» z 2011”.
W ciągu pierwszych 24 godzin od publikacji, teledysk został obejrzany prawie 10 milionów razy, a po trochę ponad czterech miesiącach od wydania, zgromadził on ponad 100 milionów wyświetleń.

## Wystąpienia na żywo
Lady Gaga wykonała „Stupid Love” jako ostatnią piosenkę uwzględnioną w jej medley podczas ceremonii rozdania nagród Video Music Awards 30 sierpnia 2020 roku. Piosenkarka rozpoczęła występ, grając pierwszą zwrotkę i część refrenu na pianinie w kształcie mózgu. Następnie zeszła na główną scenę, mówiąc „Chcę żebyście się kochali. (…) Bądźcie mili. Załóżcie maski. Bądźcie odważni.”, po czym tancerze dołączyli do niej i Gaga znowu zaczęła wykonywać utwór. Podczas występu piosenkarka nosiła różowy strój oraz miała założoną maskę LED-ową, która reagowała na dźwięk.

## Listy utworów
| Digital download / media strumieniowe | Digital download / media strumieniowe | Digital download / media strumieniowe |
| Nr                                    | Tytuł utworu                          | Długość                               |
| ------------------------------------- | ------------------------------------- | ------------------------------------- |
| 1.                                    | „Stupid Love”                         | 3:14                                  |

| 7" / kaseta / płyta CD | 7" / kaseta / płyta CD                | 7" / kaseta / płyta CD |
| Nr                     | Tytuł utworu                          | Długość                |
| ---------------------- | ------------------------------------- | ---------------------- |
| 1.                     | „Stupid Love”                         | 3:14                   |
| 2.                     | „Stupid Love” (muzyka instrumentalna) | 3:14                   |
|                        |                                       | 6:28                   |

| Digital download / media strumieniowe – Stupid Love (Vitaclub Warehouse Mix) | Digital download / media strumieniowe – Stupid Love (Vitaclub Warehouse Mix) | Digital download / media strumieniowe – Stupid Love (Vitaclub Warehouse Mix) |
| Nr                                                                           | Tytuł utworu                                                                 | Długość                                                                      |
| ---------------------------------------------------------------------------- | ---------------------------------------------------------------------------- | ---------------------------------------------------------------------------- |
| 1.                                                                           | „Stupid Love” (Vitaclub Warehouse Mix)                                       | 3:41                                                                         |

## Personel
|  | - Lady Gaga – główne wokale, tekst, kompozycja - BloodPop – tekst, kompozycja, produkcja, gitara basowa, perkusja, gitara, keyboard - Tchami – tekst, kompozycja, produkcja, miksowanie, gitara basowa, perkusja, gitara, keyboard, personel studia - Max Martin – tekst, kompozycja, współprodukcja, produkcja wokali | - Ely Weisfield – tekst, kompozycja - Benjamin Rice – produkcja wokali, miksowanie, inżynier dźwięku, personel studia - Tom Norris – miksowanie, personel studia - John „JR” Robinson – perkusja |

Źródło:.

## Notowania i certyfikaty
| Terytorium        | Notowanie                    | Pozycja | Źr.     |
| ----------------- | ---------------------------- | ------- | ------- |
| Argentyna         | Argentina Hot 100            | 31      | [ 63 ]  |
| Australia         | Top 50 Singles               | 7       | [ 86 ]  |
| Austria           | Ö3 Austria Top 40            | 17      | [ 116 ] |
| Belgia            | Ultratop 50 Flanders         | 20      | [ 117 ] |
| Belgia            | Ultratop 50 Wallonia         | 12      | [ 118 ] |
| Boliwia           | Top 20 General Tocadas       | 16      | [ 59 ]  |
| Bułgaria          | Svetovniyat Top 10           | 9       | [ 73 ]  |
| Chorwacja         | Airplay Radio Chart          | 2       | [ 74 ]  |
| Czechy            | Rádio Top 100                | 8       | [ 119 ] |
| Czechy            | Singles Digitál Top 100      | 7       | [ 75 ]  |
| Ekwador           | Top 100 Ecuador              | 15      | [ 58 ]  |
| Estonia           | Eesti Lood Tipp-40           | 11      | [ 120 ] |
| Europa            | Euro Digital Songs           | 1       | [ 121 ] |
| Finlandia         | Suomen virallinen lista      | 14      | [ 122 ] |
| Francja           | Top Singles                  | 36      | [ 123 ] |
| Grecja            | Digital Singles Chart        | 10      | [ 76 ]  |
| Hiszpania         | Top 100 Canciones            | 50      | [ 124 ] |
| Holandia          | Dutch Single Top 100         | 56      | [ 125 ] |
| Irlandia          | Irish Singles Chart          | 6       | [ 126 ] |
| Izrael            | Media Forest                 | 8       | [ 77 ]  |
| Japonia           | Japan Hot 100                | 48      | [ 127 ] |
| Kanada            | Canadian Hot 100             | 7       | [ 54 ]  |
| Kanada            | Canada AC                    | 16      | [ 128 ] |
| Kanada            | Canada CHR/Top 40            | 9       | [ 129 ] |
| Kanada            | Canada Hot AC                | 5       | [ 130 ] |
| Kostaryka         | Top 20 Tocadas               | 18      | [ 61 ]  |
| Liban             | The Official Lebanese Top 20 | 6       | [ 78 ]  |
| Litwa             | Singlų Top 100               | 9       | [ 79 ]  |
| Łotwa             | Latvijas Top 40              | 4       | [ 80 ]  |
| Meksyk            | Mexico Airplay               | 23      | [ 62 ]  |
| Niemcy            | Top 100 Single               | 21      | [ 131 ] |
| Norwegia          | VG-lista                     | 22      | [ 132 ] |
| Nowa Zelandia     | Top 40 Singles               | 23      | [ 133 ] |
| Panama            | Top 20 Tocadas               | 17      | [ 60 ]  |
| Paragwaj          | Top 20 General Tocadas       | 8       | [ 57 ]  |
| Polska            | AirPlay – Top                | 51      | [ 85 ]  |
| Portugalia        | Portugese Charts: Singles    | 23      | [ 134 ] |
| Rumunia           | Airplay 100                  | 95      | [ 135 ] |
| Salwador          | Top 20 Canciones             | 1       | [ 56 ]  |
| Serbia            | Radio Airplay Chart          | 5       | [ 81 ]  |
| Singapur          | Regional Top Charts          | 20      | [ 136 ] |
| Słowacja          | Rádio Top 100                | 28      | [ 137 ] |
| Słowacja          | Singles Digitál Top 100      | 13      | [ 138 ] |
| Słowenia          | SloTop50                     | 3       | [ 82 ]  |
| Stany Zjednoczone | Hot 100                      | 5       | [ 50 ]  |
| Stany Zjednoczone | Adult Contemporary           | 18      | [ 139 ] |
| Stany Zjednoczone | Adult Top 40                 | 8       | [ 140 ] |
| Stany Zjednoczone | Dance Club Songs             | 14      | [ 53 ]  |
| Stany Zjednoczone | Dance/Mix Show Airplay       | 8       | [ 141 ] |
| Stany Zjednoczone | Hot Dance/Electronic Songs   | 1       | [ 142 ] |
| Stany Zjednoczone | Mainstream Top 40            | 11      | [ 143 ] |
| Stany Zjednoczone | Rolling Stone Top 100        | 4       | [ 144 ] |
| Szkocja           | Scottish Singles Chart       | 1       | [ 71 ]  |
| Szwajcaria        | Singles Top 100              | 6       | [ 145 ] |
| Szwecja           | Sverigetopplistan            | 24      | [ 83 ]  |
| Wenezuela         | Record Report Top 100        | 39      | [ 64 ]  |
| Węgry             | Rádiós Top 40                | 2       | [ 146 ] |
| Węgry             | Single Top 40                | 1       | [ 72 ]  |
| Węgry             | Stream Top 40                | 7       | [ 147 ] |
| Wielka Brytania   | UK Singles Chart             | 5       | [ 148 ] |
| Włochy            | Singles Chart                | 15      | [ 149 ] |

| Terytorium | Notowanie                   | Pozycja | Źr.     |
| ---------- | --------------------------- | ------- | ------- |
| Brazylia   | Top 50 Streaming            | 33      | [ 65 ]  |
| Paragwaj   | Top 100 de Canciones de SGP | 35      | [ 150 ] |
| Słowenia   | SloTop50                    | 6       | [ 151 ] |

| Terytorium        | Notowanie                  | Pozycja | Źr.     |
| ----------------- | -------------------------- | ------- | ------- |
| Argentyna         | General Tocadas            | 18      | [ 152 ] |
| Belgia            | Ultratop 50 Wallonia       | 75      | [ 153 ] |
| Kanada            | Canadian Hot 100           | 59      | [ 154 ] |
| Stany Zjednoczone | Adult Contemporary         | 49      | [ 155 ] |
| Stany Zjednoczone | Adult Top 40               | 34      | [ 156 ] |
| Stany Zjednoczone | Hot Dance/Electronic Songs | 6       | [ 157 ] |

| Kraj                         | Certyfikat         | Sprzedaż | Źr.     |
| ---------------------------- | ------------------ | -------- | ------- |
| Australia (ARIA)             | złota płyta        | 35 000+  | [ 87 ]  |
| Brazylia (Pro-Música Brasil) | 3× platynowa płyta | 120 000+ | [ 66 ]  |
| Francja (SNEP)               | złota płyta        | 100 000+ | [ 88 ]  |
| Kanada (MC)                  | platynowa płyta    | 80 000+  | [ 55 ]  |
| Norwegia (IFPI Norwegia)     | złota płyta        | 30 000+  | [ 89 ]  |
| Polska (ZPAV)                | platynowa płyta    | 20 000+  | [ 158 ] |
| Wielka Brytania (BPI)        | złota płyta        | 400 000+ | [ 69 ]  |
| Włochy (FIMI)                | złota płyta        | 35 000+  | [ 90 ]  |

## Historia wydania
| Obszar            | Data           | Format                                                   | Wersja                 | Wytwórnia       | Źr.            |
| ----------------- | -------------- | -------------------------------------------------------- | ---------------------- | --------------- | -------------- |
| Cały świat        | 28 lutego 2020 | digital download · media strumieniowe · 7″ · kaseta · CD | oryginał               | Interscope      | [ 12 ] [ 114 ] |
| Włochy            | 28 lutego 2020 | contemporary hit radio                                   | oryginał               | Universal       | [ 159 ]        |
| Stany Zjednoczone | 2 marca 2020   | adult contemporary                                       | oryginał               | Interscope      | [ 160 ]        |
| Stany Zjednoczone | 3 marca 2020   | contemporary hit radio                                   | oryginał               | Interscope      | [ 161 ]        |
| Cały świat        | 15 maja 2020   | digital download · media strumieniowe                    | Vitaclub Warehouse Mix | Interscope      | [ 36 ]         |
| Cały świat        | 29 maja 2020   | CD – utwór bonusowy                                      | Vitaclub Warehouse Mix | Interscope      | [ 162 ]        |
| Japonia           | 29 maja 2020   | CD – utwór bonusowy                                      | Ellis Remix            | Universal Japan | [ 163 ]        |